# Hemerocallis littorea
Hemerocallis littorea là một loài thực vật có hoa trong họ Thích diệp thụ. Loài này được Makino miêu tả khoa học đầu tiên năm 1929.